# Snježni leopard
Snježni leopard (Panthera uncia) jest vrlo ugrožena vrsta potporodice velikih mačaka. Najbliži genetski srodnik mu je tigar.

## Obilježja

#### Građa tijela
Iako zbog dužeg i gušćeg krzna djeluje krupnije, zapravo je nešto manji i lakši od prosječnog leoparda. Dužina tijela mu je između 100 i 150 cm na što dolazi i rep od 80 do 100 cm. U ramenima je visok oko 60 cm, a težina mu se kreće između 25 i 75 kilograma. Mužjaci su s prosječno 45 do 55 kilograma osjetno teži i veći od ženki, koje važu najčešće između 35 i 40 kg. Gusto obrasli rep je vrlo dugačak i u skoku ima ulogu kormila. Kad miruje, služi mu kao zaštita od hladnoće tako da ga omota oko sebe a vršak prebaci preko nosa. Glava mu je relativno mala i obilježena povećanim nosnim šupljinama čija je uloga da ugrije zrak koji udiše. Velike šape podsjećaju na šape risova. Tabani su mu prekriveni dlakom što dodatno povećava površinu gazišta i olakšava mu kretanje kroz snijeg bez da duboko propadnu u njega. Pored toga, to mu je i dobra zaštita od velike hladnoće.

#### Krzno
Osnovna boja krzna je svijetlo siva, a u kontrastu s crnim pjegama može izgledati bijelo. Boje krzna pojedinih jedinki može biti blijedo sivo pa do boje slonove kosti ili boje dima. Donji dio tijela je uvijek svjetlije, često sasvim bijele boje. Tamno smeđe ili crne šare na leđima, bokovima i repu imaju oblik prstena ili rozete u čijem unutrašnjem dijelu je pjega iste boje. Samo na glavi, vratu i udovima prstenove ili rozete smjenjuju pjege. Zimi im je krzno vrlo gusto i dugodlako radi zaštite od ekstremno niskih temperatura, dok su ljetna krzna puno kraćih dlaka. Na ljetnom krznu pjege su bitno uočljivije.

## Rasprostranjenost
Sniježni leopardi žive u visokom gorju središnje Azije, Himalaji, Hindu Kushu, Pamiru, Kunlunu Tyan Shanu, Altaju i susjednim planinskim lancima. Najsjevernije područje gdje živi je oko Bajkalskog jezera, na jugu se granica poklapa s južnim obroncima Himalaja, na istoku do istočnog Tibeta dok se zapadna granica proteže gorjem Hindu Kusha. Najveći dio područja na kojem živi je Tibet i drugi dijelovi Kine.

### Stanište
Okoliš koji snježni leopardi vole su stjenovita područja, planinske stepe i rijetke crnogoričke šume. Živi na visoravnima kao i na strmim stijenama, sli je to uvijek na pordučju visokih planina. Ljeti bira planinske livade na područjima iznad granice šuma i stjenovita područja, pri čemu se uspinje sve do 6.000 N/m. Zimi se spušta u doline slijedeći svoju lovinu do visine od oko 2.000 metara. U sjevernijim, hladnijim područjima, kao na jugu Rusije ili u pustinji Gobi, spušta se do visine od oko 900 metara.

## Brojčano stanje
Brojčano stanje sniježnih leoparda je zabrinjavajuće. Jedan od razloga je prelijepo bijelo krzno, zbog kojeg su ga lovci izlovljavali, ali i visoka cijena koju se može postići prodajući ga za potrebe tradicionalne kineske medicine. Pored toga progoni ga se i jer ponekad ubije neku domaću životinju. U svim zemljama u kojima živi je zaštićena vrsta, no krivolov ga i dalje ugrožava. Pored toga, i lov na njihov prirodni plijen je ozbiljan problem za ovu veliku mačku. Postao je vrlo rijedak u velikim dijelovima područja koja nastanjuje.
Procjenjuje se, da još samo ukupno između 4.500 i 7.500 jedinki živi u divljini na površini od oko gotovo 2 milijuna km2. Postoji 120 zaštićenih područja, no veći dio je previše malen da bi se na njemu mogao hraniti veći broj ovih zvijeri. Gustoća populacije koleba između 0,5 i 10 jedinki na 100 km2. Populacija je najgušća u Nepalu, gdje živi između 5 i 10 jedinki na kvadratnom kilometru.
U divljini snježnji leopard živi na području sljedećih država (u zagradi se navodi godina na koju se procjena odnosi):
- Afganistan: < 100   (2003)
- Butan: 100-200   (1994)
- Kina: 2000-2500   (1998)
- Indija: 200-600   (1994)
- Mongolija: 500-1000   (2000)
- Nepal: 350-500   (1992)
- Pakistan: 200-420   (2003)
- Rusija: 150-200   (2003)
- Kazahstan: ca. 200   (2001)
- Kirgistan: > 200?   (2001)
- Tadžikistan: 180-220   (2003)
- Uzbekistan: 20-50   (2003)

## Način života

### Ishrana
U prirodnu lovinu snježnih leoparda spadaju jedinke svih vrsta divljih životinja koje dijele isto stanište.  Tako su to razne vrste ovaca, koza, jelena ali i manje životinje, kao što su zečevi. Događa se, da snježni leopard ubije i neku veliku domaću životinju, jaka ili konja, koja može biti i trostruko teža nego što je on. No, kad su vremena oskudna, zadovoljava se i miševima ili pticama.
Najčešće se prikrada lovini i iznenada ju zaskače, ili ju sačekuje u zasjedi. Pri tome, da bi lov bio uspješan, udaljenost ne smije biti veća od 30 do 40 metara. Najčešće uspijeva prije napada udaljenost smanjiti na 6 do 15 metara. Često koristi uzvišenu stijenu i skokom odozgo iznenađuje svoj plijen.

#### Lovište
Veličina lovišta koja mu je potrebna određena je količinom moguće lovine. Kako je gustoća populacije mogućeg plijena u mnogim područjima vrlo mala, snježni leopardi često trebaju vrlo velika lovišta da bi preživjeli. Lovište u bogatim područjima obuhvaća 20 do 40 km², a u područjima siromašnim lovinom, kao u Mongoliji, lovište može obuhvaćati i 1000 km². Lovišta mužjaka i ženki se često preklapaju, ali životinje obično održavaju međusobnu udaljenost od najmanje jednog kilometra. Putove koje često koristi, snježni leopard obilježava grebanjem, izmetom i mirisnim žlijezdama. Na jednom ograničenom dijelu svog lovišta zadržava se 7 do 10 dana, nakon čega odlazi u drugi dio lovišta.
Dugo se smatralo da je noćna životinja, no aktivan je često i danju, prije svega u svitanje ili sumrak. Za skrovište često koristi špilje ili pukotine u stijenama čije tlo s vremenom prekrije debeli sloj od dlaka.

### Razmnožavanje
Snježni leopardi su samotnjaci. Mužjak i ženka sreću se samo u vrijeme parenja, između siječnja i ožujka. Plodnost ženke traje 15 do 39 dana, a spremna je za parenje od drugog do dvanaestog dana tog ciklusa. Skotnost traje 98 do 103 dana, nakon čega ženka koti jedno do pet mladunaca, najčešće dva do četiri, između travnja i lipnja, u zaštiti neke špilje čije tlo je obloženo majčinom dlakom.
Mladi dolaze na svijet crni i slijepi, teški oko 450 gr. Otvaraju oči u dobi od 7 do 9 dana, a nakon oko dva mjeseca jedu prvu čvrstu hranu. Uz majku ostaju 18 do 22 mjeseca, što znači da između dva okota jedne ženke prođu najmanje dvije godine. Kad čovjek brine o njima, dožive do 21 godinu, a koliko žive u divljini, nije poznato.

## Snježni leopard i ljudi
Danas u zoološkim vrtovima i sličnim parkovima živi 300 do 500 jedinki snježnog leoparda. U njima se redovno rađa podmladak koji s uspjehom odrasta. Umjesto prosječnih 2 do 3 mladunca po leglu, zabilježeni su slučajevi koćenja čak do 7 mladunaca.
Snježni leopard je nacionalni simbol Tatara i Kazaha, a krilati snježni leopard je stiliziran u grbu Tatarstana.
Malo koji zoološki vrt ima ove rijetke životinja, a među onima koji ih imaju je i Zoološki vrt grada Zagreba.

## Vanjske poveznice
- Zaštita snježnog leoparda (engleski)  Arhivirana inačica izvorne stranice od 27. rujna 2007. (Wayback Machine)
- Stranica NABU o angažiranom programu zaštite vrsta za snježne leoparde (njemački)
- Detaljna karta rasprostranjenosti  Arhivirana inačica izvorne stranice od 29. rujna 2007. (Wayback Machine)
- Dizertacija s iscrpnim podacima o snježnom leopardu (njemački)  Arhivirana inačica izvorne stranice od 14. listopada 2007. (Wayback Machine)
- Snježni leopard (njemački)
- Animal info (engleski)

|  | Zajednički poslužitelj ima stranicu o temi Sniježni leopard |
|  | Wikivrste imaju podatke o taksonu Sniježni leopard          |